# الغيل (الأفلاج)
الغيل، هو مركز من فئة (ب) يقع في محافظة الأفلاج، والتابعة لمنطقة الرياض في السعودية. ويبعد المركز عن محافظة الأفلاج بمسافة تقارب (32) كم.

## آثار الغيل
تبعد عن مدينة ليلى نحو 35 كيلاً من الجهة الشمالية الغربية، ويسكنها قبيلة القبابنة   وهي قرية أثرية منذ قديم الزمان، وهي تحمل هذا الاسم، وقد سكنها بنو جعدة، ويوجد فيها النخيل والقصور لسيدهم عبد الله بن جعدة، وفيها جبل التوباد الذي قد ذكره مجنون ليلى قيس بن الملوح الجعدي.

## السكان
بلغ عدد سكان الغيل حسب تعداد 1431هـ/2010م (831) نسمة.

## وصلات خارجية
- قرية الغيل عاصمة الحب الأولى في العالم.